# ХИАС
ХИАС (англ. Hebrew Immigrant Aid Society — Общество помощи еврейским иммигрантам) — благотворительная организация в США, созданная в 1881 году. В 1909 году Еврейское общество содействия иммигрантам слилось с Еврейской жилищной ассоциацией приютов. Новая организация приняла аббревиатуру «ХИАС». К 1914 году отделения ХИАСа работали в Балтиморе, Бостоне, Филадельфии и Вашингтоне (округ Колумбия).
В советское время организация прославилась тем, что стала главным проводником почти всех еврейских эмигрантов, переселившихся из СССР в США во время холодной войны. ХИАС занимался всей цепочкой иммиграционного процесса: от отправки т.н. "воссоединительных вызовов" в советские отделения ОВИР до обеспечения новоиспечённых эмигрантов пособиями в первые 18 месяцев их пребывания в стране.
В настоящее время ХИАС продолжает помогать еврейским иммигрантам во всём мире. Однако, по мере того, как количество беженцев и иммигрантов еврейского происхождения существенно сократилось, общество ХИАС взяло на себя функцию помощи беженцам и мигрантам любого происхождения, например, беженцам из Ирана, способствуя воссоединению их семей и устройству в Соединённых Штатах. ХИАС также ведёт работу в Конгрессе США, защищая интересы беженцев и иммигрантов при принятии политических решений.